# Michael Dingsdag
Michael Cristiaan Dingsdag (Amsterdam, 18 ottobre 1982) è un ex calciatore olandese, di ruolo difensore.

## Carriera
Dopo tre stagioni trascorse con la maglia del Sion, con cui vince una coppa nazionale, si ritrova senza squadra. Alla fine del mese di ottobre 2013 firma un contratto fino al termine della stagione con il Grasshopper.

## Palmarès

### Club

#### Competizioni nazionali
- Coppa dei Paesi Bassi: 1

Heerenveen: 2008-2009
- Coppa Svizzera: 1

Sion: 2010-2011